# Calintaan
Calintaan ist eine philippinische Stadtgemeinde in der Provinz Occidental Mindoro. Sie hat 29.826 Einwohner (Zensus 1. August 2015).

## Baranggays
Calintaan ist politisch in sieben Baranggays unterteilt.
- Concepcion
- Iriron
- Malpalon
- New Dagupan
- Poblacion
- Poypoy
- Tanyag